# Camilo Villegas
Camilo Villegas Restrepo (Medellín, 7 januari 1982) is een Colombiaans
professioneel golfer die op de Amerikaanse en de Europese Tour speelt.

## Amateur
Villegas haalde als junior al goede resultaten en kreeg zo een beurs om te studeren aan de Universiteit van Florida en daar ook golf te spelen.
- 1999: Orange Bowl Junior Championship
- 2001: Colombian Open
- 2002: Mexican Open
- 2003: Players Amateur

## Professional
Villegas werd professional in 2004. In 2006, zijn debuutjaar op de Amerikaanse PGA Tour werd hij meteen tweede bij de FBR Open pas het derde toernooi waaraan hij deelnam.
Een maand later herhaalde hij die prestatie nog eens bij het Ford Championship @ Doral, waar hij op één slag eindigde van winnaar Tiger Woods.
Bij zijn eerste aantreden op The Players Championship, een van de meest prestigieuze golftoernooien ter wereld werd hij derde.
Als eerste Colombiaan behaalde Villegas zijn eerste toernooizege op de Amerikaanse PGA Tour in september 2008 toen hij het BMW Championship won. Drie weken later won hij ook nog The Tour Championship nadat hij in een play-off de Spanjaard Sergio García had verslagen.
Bij aanvang van het seizoen 2009 kwam Villegas voor het eerst uit op de European Tour. Hij eindigde op de 23ste plaats bij de Race To Dubai.

## Gewonnen

##### Amerikaanse PGA Tour
- 2008: BMW Championship (265/-15), The Tour Championship (273/-7)
- 2010: The Honda Classic
- 2014: Wyndham Championship

##### Japanse Golf Tour
- 2007: Coca-Cola Tokai Classic

##### Anders
- 2008: TELUS World Skins Game, CVS Caremark Charity Classic (met Bubba Watson), Notah Begay III Foundation Challenge

## Majors
Overzicht van de Majors die Villegas gespeeld heeft:
| Major                 | 2004 | 2005 | 2006 | 2007 | 2008 | 2009 | 2010 | 2011 |
| --------------------- | ---- | ---- | ---- | ---- | ---- | ---- | ---- | ---- |
| Masters Tournament    |      |      |      | MC   | MC   | T13  | T38  | 49   |
| US Open               | MC   |      | T59  | T26  | T9   | T33  | T70  | MC   |
| The Open Championship |      |      |      |      | T39  | T13  | T44  | MC   |
| PGA Championship      |      |      | MC   | T23  | T4   | T51  | T8   | MC   |

Legenda: MC = missed cut (cut gemist), T = tied (gedeelde plaats)
Villegas heeft een aantal jaren dezelfde caddie gehad. Deze is eind 2010 zelf naar de Amerikaanse Tourschool gegaan en speelde in 2011 op de Nationwide Tour.

## Teams
- World Cup: 2011 (met Manuel Villegas)